# 甘溪滩镇
甘溪滩镇，是中华人民共和国湖南省常德市澧县下辖的一个乡镇级行政单位。

## 行政区划
甘溪滩镇下辖以下地区：
精华寺社区、天星村、古南村、河口村、芦茅村、马溪村、岩门村、古北村和甘溪村。